# UGC 11370
PGC 62506 = UGC 11370 ist eine Spiralgalaxie vom Hubble-Typ Sdm im Sternbild Leier am Nordsternhimmel. Sie ist schätzungsweise 212 Millionen Lichtjahre von der Milchstraße entfernt. Gemeinsam mit drei anderen Galaxien bildet sie die Galaxiengruppe "LGG 424".

## UGC 11370-Gruppe (LGG 424)
| Galaxie   | Alternativname | Entfernung/Mio. Lj |
| --------- | -------------- | ------------------ |
| PGC 62506 | UGC 11370      | 212                |
| NGC 6710  | PGC 62482      | 212                |
| UGC 11375 | PGC 62548      | 201                |
| UGC 11379 | PGC 62593      | 205                |